# 三豊市立仁尾中学校
三豊市立仁尾中学校（みとよしりつ におちゅうがっこう）は、香川県三豊市仁尾町仁尾辛にある公立中学校。

## 沿革
- 1947年（昭和22年）5月 仁尾町立仁尾中学校として開校。
- 2005年（平成17年）1月 校名を三豊市立仁尾中学校に改称。

## 校区
- 三豊市仁尾町全域

## 校区内の主な施設
- 三豊市役所仁尾支所

## アクセス
- 予讃線詫間駅、観音寺駅より三豊市コミュニティバス仁尾線、仁尾庁舎で下車。

## 通学区域が隣接している学校
- 三豊市立詫間中学校
- 三豊市立三野津中学校
- 三豊市立高瀬中学校
- 三豊市立豊中中学校
- 観音寺市立観音寺中学校